# Atractocarpus tahitiensis
Atractocarpus tahitiensis là một loài thực vật có hoa trong họ Thiến thảo. Loài này được (Nadeaud) Puttock mô tả khoa học đầu tiên năm 1999.